# Acidose láctica ruminal aguda
A Acidose Láctica Ruminal Aguda (ALRA) é uma enfermidade digestiva que acomete animais ruminantes não adaptados que ingerem uma grande quantidade de carboidratos solúveis. Tal enfermidade se desenvolve em decorrência da multiplicação súbita e exponencial de certas bactérias Gram-positivas (Streptococcus bovis e Lactobacillus sp) as quais geram intensa produção de ácido láctico e queda brusca no pH ruminal.
Tem grande importância na pecuária pois atinge principalmente animais mantidos em sistema intensivo de criação. Nesses sistemas, o manejo nutricional é bastante intensificado aumentando-se a quantidade de carboidratos solúveis na dieta. Por este aspecto, a importância desta enfermidade vem crescendo muito nos últimos anos devido à tecnificação da pecuária, sendo que a morbidade pode variar de 2% a 50% enquanto que a letalidade varia de 30 a 40% em animais tratados e 90% em animais não tratados.

## Etiologia
A ALRA é resultado do excessivo consumo de carboidratos altamente solúveis por ruminantes pouco ou não adaptados a estes nutrientes. Mudanças abruptas de dieta de forragem para grãos resultam em acidose ruminal, assim sua etiologia está usualmente associada a erros de manejo dietético. Casos esporádicos de ALR podem ocorrer quando animais obtêm livre acesso a depósitos de ração concentrada, ingerindo grande quantidade de carboidrato fermentável. Rações concentradas oferecidas isoladamente e um intervalo prolongado entra a oferta de volumoso e do concentrado predispõem o surgimento da enfermidade. O uso de “ração total misturada” diminui drasticamente a ocorrência da ALRA. O tamanho da partícula dos alimentos também influência na predisposição à ALRA. Quando os grãos são finamente moídos aumentam a predisposição a ALRA, por existir uma exposição maior dos carboidratos à microbiota ruminal e consequente maior produção de ácido láctico quando comparados aos grãos inteiros. Partículas alimentares maiores também favorecem a maior produção de salive que age como um tamponante ruminal.

## Patogenia
A ALRA é causada, na grande maioria dos casos, por excesso de ingestão de carboidratos solúveis por ruminantes pouco adaptados a estes nutrientes, causando inicialmente uma acidose ruminal, devido a um marcante aumento da produção de ácido láctico no interior do órgão, que usualmente atinge concentrações superiores a 120 mM/L de ácido.  Esta acidose também provoca um aumento de osmolaridade ruminal que atinge valores superiores a osmolaridade do sangue, causando uma passagem de fluidos para o o interior do rúmen e gerando um quadro de desidratação variável. Além disto, parte do ácido láctico é absorvida provocando um quadro de acidose metabólica sistêmica que pode levar o animal a morte. Bovinos de raças taurinas são mais suscetíveis a desenvolverem quadros mais severos de ALRA em comparação com zebuínos devido maior depressão nervosa e maior grau de de  acidose metabólica.

## Manifestações Clínicas
O quadro clínico apresentado pelos ruminantes com ALRA é bastante variável, dependendo da quantidade e qualidade de carboidratos solúveis ingeridos, da evolução da doença e da susceptibilidade individual. Já nas primeiras horas de evolução, os animais apresentam anorexia. A partir da décima hora o estado geral pode se modificar com o surgimento de apatia e depressão, taquicardia (>100 bpm), mucosas congestas, vasos episclerais injetados. A atonia ruminal ocorre em boa parte dos casos, sendo considerada um mecanismo de defesa. A síndrome desidratação é geralmente presente, podendo ser intensa atingindo graus de até 10% a 12%. Nestes casos verificam-se oligúria ou anúria, retardo no retorno de pregueamento da pele, muflo seco, enoftalmia e temperatura cutânea baixa nas extremidades. Quando a passagem de fluídos do organismo para o interior do rúmen é máxima, o flanco ventral esquerdo pode apresentar-se dilatado. A diarreia é um quadro frequente em animais com ALRA, com fezes líquidas, as vezes com espuma, e com odor fétido, mas com baixa frequência e volume de defecação. Observa-se ainda em boa parte dos casos de acidose láctica ruminal a presença de secreção nasal bilateral mucopurulenta, geralmente a partir da 15ª hora de evolução do quadro.

## Tratamento
O tratamento da ALRA consiste na correção da acidose metabólica sistêmica e da desidratação. A acidemia é corrigida com o uso de soluções tampões, tais como: bicarbonato de sódio e lactato L (+). Devido à migração de água que se instala nos ruminantes acidóticos ocasionado um marcante quadro de desidratação, o sucesso do tratamento depende entre outros fatores da correção da desidratação que se instala nos animais. Medidas terapêuticas auxiliares consistem na retirada do conteúdo ruminal, através de sonda esofágica ou ruminotomia, bem como diminuir a pressão osmótica ruminal, que ocasiona irritação química e física na mucosa, por meio da administração intra-ruminal de água morna (40-60 L fracionados nas primeiras 24 h), o que irá contribuir para a correção da desidratação. Estudo recente mostrou que a administração endovenosa de solução salina hipertônica pode ser utilizadas como tratamento eficaz na correção da desidratação em casos de ALRA.